# 안대

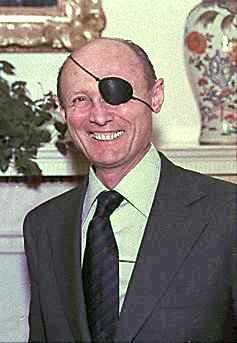
이스라엘의 정치인 모셰 다얀이 안대를 착용하고 있는 모습.

안대(眼帶)는 한쪽 눈을 가리는 조그마한 천 조각이다. 보통 안대는 시력을 잃었거나 눈병에 걸린 사람들이 안대를 자주 착용하지만, 어린이들의 약시 치료로 사용되기도 한다. 또, 이러한 치료적 목적 이외에도 수면을 위해 빛을 차단하는데 쓰일 수도 있는데, 이는 보통 눈가리개를 가리킨다.

## 역사

안대를 착용하고 있는 해적의 그림

진보된 약과 외과 수술이 있기 전 여러 해 동안 안대는 일상화되어 있었다. 일하는 동안 불꽃으로부터 눈을 보호할 필요가 있던 대장장이와 같이, 위험한 일터에서 일하는 사람들에게 안대는 특히 중요하였다. 갑판과 갑판 밑을 오가는 선원들은 햇빛이 눈부신 갑판에서 일하다가 어두운 곳으로 들어서면 눈이 어두움에 적응하는 데 어느 정도의 시간이 걸리기 때문에, 안대를 다른 쪽 눈으로 옮겨줌으로써 이를 예방하였다.

## 치료 목적의 안대

### 약시
안대는 약시(특히 사시, 부동시)인 어린이들의 시각 교정 관리에 쓰일 수 있다. 이 경우 뇌에 의해 비슷하지 않은 상(像)의 시각 억제를 일으킬 수 있는데, 다른 정상적인 눈을 멀게 만들 수 있다. 반면 정상적인 눈에다 안대를 착용하면 약시의 눈은 시력이 정상으로 돌아오도록 강제된다.

### 바깥눈근육 마비
바깥눈근육 마비로 인한 다시증을 초기에 완화하기 위해 안과 전문의는 안대 착용을 권장할 수 있다. 다시증으로 발생되는 어지러움, 현기증, 메스꺼움을 예방하는데 도움을 줄 수 있다.

## 같이 보기
- 애꾸눈